# Tetartanus
Tetartanus is een kevergeslacht uit de familie van de boktorren (Cerambycidae). De wetenschappelijke naam van het geslacht werd voor het eerst geldig gepubliceerd in 1897 door Fairmaire.

## Soorten
Tetartanus is monotypisch en omvat slechts de volgende soort:
- Tetartanus cribricollis Fairmaire, 1897